# BMW 801
BMW 801 — немецкий поршневой авиационный двигатель времён Второй мировой войны. Представлял собой четырнадцатицилиндровый радиальный двухрядный двигатель воздушного охлаждения с непосредственным впрыском топлива. Применялся на истребителях FW 190 и ряде других самолетов. Это был самый массовый радиальный двигатель Германии во Второй мировой войне, выпущено более чем 28 000 экземпляров.
BMW 801 был первоначально предназначен для замены существующих типов радиальных двигателей в немецкой транспортной и авиации общего назначения.
Управление двигателем впервые осуществлялось при помощи командного устройства (нем. Kommandogerät) — устройства выполняющие аналогичные функции впоследствии получили название электронного блока управления и широкое применение на двигателях всех типов.

## Применение
- Blohm & Voss BV 141
- Blohm & Voss BV 144
- Dornier Do 217
- Focke-Wulf Fw 190
- Focke-Wulf Fw 191
- Heinkel He 277
- Junkers Ju 88
- Junkers Ju 188
- Junkers Ju 288
- Junkers Ju 388
- Junkers Ju 290
- Junkers Ju 390
- Messerschmitt Me 264